# Melanchra picta
Ceramica picta là một loài bướm đêm trong họ Noctuidae.